# Kevin McCarthy (Eishockeyspieler)
Kevin McCarthy (* 14. Juli 1957 in Winnipeg, Manitoba) ist ein ehemaliger kanadischer Eishockeyspieler und derzeitiger -trainer. In seiner von 1977 bis 1988 andauernden Profikarriere absolvierte der Abwehrspieler über 500 Spiele für die Philadelphia Flyers, Vancouver Canucks und Pittsburgh Penguins in der National Hockey League. Als Assistenztrainer betreute er von Mai 2014 bis Januar 2020 die Nashville Predators und von Oktober 2020 bis April 2023 die Washington Capitals. Ebenfalls als Assistenztrainer gewann er 2006 mit den Carolina Hurricanes den Stanley Cup.

## Karriere

### Als Spieler
Kevin McCarthy wurde in Winnipeg geboren und spielte dort in seiner Jugend für die Winnipeg Clubs/Monarchs in der Western Canada Hockey League. Währenddessen gewann er mit der kanadischen Nachwuchs-Auswahl bei der Junioren-Weltmeisterschaft 1975 die Silbermedaille. Zudem wurde er 1976 mit der Bill Hunter Memorial Trophy als bester Abwehrspieler der Liga geehrt sowie 1976 und 1977 ins First All-Star Team berufen. In der Folge wählten ihn die Philadelphia Flyers im NHL Amateur Draft 1977 an 17. Position aus, bei denen er mit Beginn der Saison 1977/78 in der National Hockey League (NHL) auflief. Etablieren konnte sich McCarthy in Philadelphia allerdings nicht, sodass er bereits im Dezember 1978 samt Drew Callander an die Vancouver Canucks abgegeben wurde, die im Gegenzug Dennis Ververgaert zu den Flyers transferiert wurde. Aufgrund einer Hüft-Operation kam der Verteidiger in der restlichen Spielzeit auf nur einen Einsatz in Vancouver.
Dennoch übernahm er mit Beginn der folgenden Spielzeit 1979/80 direkt das Kapitänsamt bei den Canucks, das er in der Folge drei Jahre innehatte, bevor es 1982 von Stan Smyl übernommen wurde. McCarthy verbrachte vier volle Saisons in Vancouver und etablierte sich dabei als Offensivverteidiger, so erzielte er jeweils mindestens 40 Scorerpunkte mit einem Bestwert von 55 Punkten in der Spielzeit 1980/81, in der er auch am NHL All-Star Game teilnahm. Im Januar 1984 transferierten ihn die Canucks zu den Pittsburgh Penguins und erhielten im Gegenzug ein Drittrunden-Wahlrecht für den NHL Entry Draft 1984. In Pittsburgh war der Kanadier eineinhalb Jahre aktiv, ohne jedoch an seine zuvor erbrachten Leistungen anknüpfen zu können.
Als Free Agent kehrte McCarthy im Juli 1985 zu den Philadelphia Flyers zurück, für die er allerdings im Laufe der folgenden Jahre nur noch auf sechs NHL-Einsätze kam. Stattdessen spielte er hauptsächlich für deren Farmteam, die Hershey Bears, in der American Hockey League und wurde dabei 1986 ins First All-Star Team berufen. Seine Laufbahn endete mit dem Gewinn der AHL-Playoffs um den Calder Cup mit den Bears in der Saison 1987/88. Insgesamt war er in seiner aktiven Karriere in der NHL auf 537 Einsätze gekommen und hatte dabei 67 Tore bei 258 Punkten verbucht.

### Als Trainer
Bereits in der Spielzeit 1987/88 fungierte McCarthy, parallel zu seiner Tätigkeit als Spieler, als Assistenztrainer der Hershey Bears in der AHL. Die Position hatte er in der folgenden Saison in Vollzeit inne, bevor er ein weiteres Jahr später zum Cheftrainer der Bears befördert wurde. 1990 kehrte er als Scout zu den Philadelphia Flyers zurück und war für diese bis 1992 tätig, als er die Position des Assistenztrainers bei den Hartford Whalers in der NHL übernahm. Die Whalers betreute er drei Spielzeiten, woraufhin zwei weitere Engagements als AHL-Cheftrainer folgten, von 1995 bis 1997 bei den Springfield Falcons sowie von 1997 bis 1999 bei den Beast of New Haven. Schließlich kehrte McCarthy 1999 in die NHL zurück, als er als Assistenztrainer bei den Carolina Hurricanes anheuerte.
In Carolina traf er 2003 auf Peter Laviolette, der dort als neuer Headcoach vorgestellt wurde und mit dem er fortan zusammenarbeiten sollte. Gemeinsam gewannen sie 2006 mit den Hurricanes den Stanley Cup und bildeten auch bei ihren folgenden Engagements den Trainerstab, nämlich bis 2010 in Carolina, von 2010 bis 2013 bei den Philadelphia Flyers sowie von Mai 2014 bis Januar 2020 bei den Nashville Predators. Im Oktober 2020 wurde er von den Washington Capitals verpflichtet und arbeitete dort ebenfalls unter Laviolette, bis das Engagement beider nach der Saison 2022/23 endete.

## Erfolge und Auszeichnungen
Als Spieler
| - 1975 Silbermedaille bei der Junioren-Weltmeisterschaft - 1976 Bill Hunter Memorial Trophy - 1976 WCHL First All-Star Team - 1977 WCHL First All-Star Team | - 1981 Teilnahme am NHL All-Star Game - 1986 AHL First All-Star Team - 1988 Calder-Cup-Gewinn mit den Hershey Bears |

Als Trainer
- 2006 Stanley-Cup-Gewinn mit den Carolina Hurricanes (als Assistenztrainer)

## Karrierestatistik

### International
Vertrat Kanada bei:
- Junioren-Weltmeisterschaft 1975

(Legende zur Spielerstatistik: Sp oder GP = absolvierte Spiele; T oder G = erzielte Tore; V oder A = erzielte Assists; Pkt oder Pts = erzielte Scorerpunkte; SM oder PIM = erhaltene Strafminuten; +/− = Plus/Minus-Bilanz; PP = erzielte Überzahltore; SH = erzielte Unterzahltore; GW = erzielte Siegtore; 1 Play-downs/Relegation; Kursiv: Statistik nicht vollständig)